# 2e étape du Tour d'Italie 2024
Pour un article plus général, voir Tour d'Italie 2024.
La 2e étape du Tour d'Italie 2024 se déroule le dimanche 5 mai 2024 entre San Francesco al Campo et le sanctuaire d'Oropa, dans le Piémont, sur une distance de 161 km.

## Parcours
Au départ de San Francesco al Campo, le parcours de cette deuxième étape piémontaise s'oriente globalement vers le nord et l'est. Les deux premiers tiers de l'étape ne présentent guère de difficultés. Le dernier tiers du tracé franchit deux cols de 3e catégorie avant un sprint intermédiaire à Biella juste avant la montée finale de 11,8 km avec une pente moyenne de 6,2 % et un passage à 13 % vers le sanctuaire d'Oropa, où est attribuée la Cima Pantani, première arrivée au sommet du Giro 2024.

## Déroulement de la course
Une échappée de cinq hommes fait une grande partie de l'étape en tête. Ces cinq coureurs sont tous Italiens : Christian Scaroni (Astana), Andrea Piccolo (EF Education), Davide Bais (Eolo-Kometa), Filippo Fiorelli et Martin Marcellusi (Bardiani CSF-Faizané). Leur avance maximale frôle les cinq minutes. À une cinquantaine de kilomètres de l’arrivée, Piccolo lâche ses compagnons d'échappée et poursuit seul en tête de la course. Au pied de la dernière ascension vers le Sanctuaire d'Oropa (12 km de l'arrivée), il compte encore un avantage de 1 min 30 s sur le peloton alors qu'à ce moment, Tadej Pogačar est victime d'une crevaison puis d'une chute. Toutefois, le Slovène reprend rapidement sa place dans le peloton. À 6,5 kilomètres de l’arrivée, Piccolo est repris par le peloton emmené par l'équipe UAE Emirates qui dicte le rythme. Deux kilomètres plus loin, Pogačar accélère, suivi dans un premier temps par Ben O'Connor. Ensuite, il s'isole en tête et creuse progressivement un écart sur ses poursuivants, remporte sa première étape sur le Giro et s'empare du maillot rose. 
Par cette victoire, Tadej Pogačar devient le 107e coureur à avoir remporté une étape sur chacun des trois grands tours.

## Résultats

### Classement de l'étape
| \| Classement de l'étape \| Classement de l'étape \| Classement de l'étape \| Classement de l'étape \| Classement de l'étape \| \| Coureur \| Coureur \| Pays \| Équipe \| Temps \| \| --------------------- \| --------------------- \| --------------------- \| -------------------------- \| --------------------- \| \| 1er \| Tadej Pogačar \| Slovénie \| UAE Team Emirates \| 3 h 54 min 20 s \| \| 2e \| Daniel Martínez \| Colombie \| Bora-Hansgrohe \| + 27 s \| \| 3e \| Geraint Thomas \| Royaume-Uni \| Ineos Grenadiers \| + 27 s \| \| 4e \| Lorenzo Fortunato \| Italie \| Astana Qazaqstan Team \| + 27 s \| \| 5e \| Florian Lipowitz \| Allemagne \| Bora-Hansgrohe \| + 27 s \| \| 6e \| Michael Storer \| Australie \| Tudor Pro Cycling Team \| + 30 s \| \| 7e \| Cian Uijtdebroeks \| Belgique \| Team Visma \\| Lease a Bike \| + 30 s \| \| 8e \| Einer Rubio \| Colombie \| Movistar Team \| + 30 s \| \| 9e \| Juan Pedro López \| Espagne \| Lidl-Trek \| + 35 s \| \| 10e \| Jan Hirt \| Tchéquie \| Soudal Quick-Step \| + 37 s \| |                   |             |                            |                 |
| |                   |             |                            |                 |
| Sources : ProCyclingStats Cycling Quotient |                   |             |                            |                 |
| Classement de l'étape |                   |             |                            |                 |
| Coureur | Coureur           | Pays        | Équipe                     | Temps           |
| 1er | Tadej Pogačar     | Slovénie    | UAE Team Emirates          | 3 h 54 min 20 s |
| 2e | Daniel Martínez   | Colombie    | Bora-Hansgrohe             | + 27 s          |
| 3e | Geraint Thomas    | Royaume-Uni | Ineos Grenadiers           | + 27 s          |
| 4e | Lorenzo Fortunato | Italie      | Astana Qazaqstan Team      | + 27 s          |
| 5e | Florian Lipowitz  | Allemagne   | Bora-Hansgrohe             | + 27 s          |
| 6e | Michael Storer    | Australie   | Tudor Pro Cycling Team     | + 30 s          |
| 7e | Cian Uijtdebroeks | Belgique    | Team Visma \| Lease a Bike | + 30 s          |
| 8e | Einer Rubio       | Colombie    | Movistar Team              | + 30 s          |
| 9e | Juan Pedro López  | Espagne     | Lidl-Trek                  | + 35 s          |
| 10e | Jan Hirt          | Tchéquie    | Soudal Quick-Step          | + 37 s          |

### Points attribués pour le classement par points
| Sprint intermédiaire Valdengo (km 93,9) | Sprint intermédiaire Valdengo (km 93,9) | Sprint intermédiaire Valdengo (km 93,9) | Sprint intermédiaire Valdengo (km 93,9) | Sprint intermédiaire Valdengo (km 93,9) |
| --------------------------------------- | --------------------------------------- | --------------------------------------- | --------------------------------------- | --------------------------------------- |
|                                         | Coureur                                 | Pays                                    | Équipe                                  | Point(s)                                |
| 1er                                     | Filippo Fiorelli                        | Italie                                  | VF Group-Bardiani CSF-Faizané           | 12                                      |
| 2e                                      | Davide Bais                             | Italie                                  | Polti Kometa                            | 8                                       |
| 3e                                      | Martin Marcellusi                       | Italie                                  | VF Group-Bardiani CSF-Faizané           | 6                                       |
| 4e                                      | Christian Scaroni                       | Italie                                  | Astana Qazaqstan                        | 5                                       |
| 5e                                      | Andrea Piccolo                          | Italie                                  | EF Education-EasyPost                   | 4                                       |
| 6e                                      | Kaden Groves                            | Australie                               | Alpecin-Deceuninck                      | 3                                       |
| 7e                                      | Olav Kooij                              | Pays-Bas                                | Visma-Lease a Bike                      | 2                                       |
| 8e                                      | Caleb Ewan                              | Australie                               | Jayco AlUla                             | 1                                       |
| modifier                                |                                         |                                         |                                         |                                         |

| Sprint intermédiaire Crocemosso (km 106,6) | Sprint intermédiaire Crocemosso (km 106,6) | Sprint intermédiaire Crocemosso (km 106,6) | Sprint intermédiaire Crocemosso (km 106,6) | Sprint intermédiaire Crocemosso (km 106,6) |
| ------------------------------------------ | ------------------------------------------ | ------------------------------------------ | ------------------------------------------ | ------------------------------------------ |
|                                            | Coureur                                    | Pays                                       | Équipe                                     | Point(s)                                   |
| 1er                                        | Filippo Fiorelli                           | Italie                                     | VF Group-Bardiani CSF-Faizané              | 12                                         |
| 2e                                         | Andrea Piccolo                             | Italie                                     | EF Education-EasyPost                      | 8                                          |
| 3e                                         | Davide Bais                                | Italie                                     | Polti Kometa                               | 6                                          |
| 4e                                         | Christian Scaroni                          | Italie                                     | Astana Qazaqstan                           | 5                                          |
| 5e                                         | Martin Marcellusi                          | Italie                                     | VF Group-Bardiani CSF-Faizané              | 4                                          |
| 6e                                         | Caleb Ewan                                 | Australie                                  | Jayco AlUla                                | 3                                          |
| 7e                                         | Danny van Poppel                           | Pays-Bas                                   | Bora-Hansgrohe                             | 2                                          |
| 8e                                         | Kaden Groves                               | Australie                                  | Alpecin-Deceuninck                         | 1                                          |
| modifier                                   |                                            |                                            |                                            |                                            |

| \| Arrivée d'étape Santuario di Oropa (km 161) \| Arrivée d'étape Santuario di Oropa (km 161) \| Arrivée d'étape Santuario di Oropa (km 161) \| Arrivée d'étape Santuario di Oropa (km 161) \| Arrivée d'étape Santuario di Oropa (km 161) \| \| ------------------------------------------- \| ------------------------------------------- \| ------------------------------------------- \| ------------------------------------------- \| ------------------------------------------- \| \| \| Coureur \| Pays \| Équipe \| Point(s) \| \| 1er \| Tadej Pogačar \| Slovénie \| UAE Team Emirates \| 15 \| \| 2e \| Daniel Martínez \| Colombie \| Bora-Hansgrohe \| 12 \| \| 3e \| Geraint Thomas \| Grande-Bretagne \| Ineos Grenadiers \| 9 \| \| 4e \| Lorenzo Fortunato \| Italie \| Astana Qazaqstan \| 7 \| \| 5e \| Florian Lipowitz \| Allemagne \| Bora-Hansgrohe \| 6 \| \| 6e \| Michael Storer \| Australie \| Tudor Pro Cycling Team \| 5 \| \| 7e \| Cian Uijtdebroeks \| Belgique \| Visma-Lease a Bike \| 4 \| \| 8e \| Einer Rubio \| Colombie \| Movistar \| 3 \| \| 9e \| Juan Pedro López \| Espagne \| Lidl-Trek \| 2 \| \| 10e \| Jan Hirt \| République tchèque \| Soudal Quick-Step \| 1 \| \| modifier \| \| \| \| \| |                   |                    |                        |          |
| Arrivée d'étape Santuario di Oropa (km 161) |                   |                    |                        |          |
| | Coureur           | Pays               | Équipe                 | Point(s) |
| 1er | Tadej Pogačar     | Slovénie           | UAE Team Emirates      | 15       |
| 2e | Daniel Martínez   | Colombie           | Bora-Hansgrohe         | 12       |
| 3e | Geraint Thomas    | Grande-Bretagne    | Ineos Grenadiers       | 9        |
| 4e | Lorenzo Fortunato | Italie             | Astana Qazaqstan       | 7        |
| 5e | Florian Lipowitz  | Allemagne          | Bora-Hansgrohe         | 6        |
| 6e | Michael Storer    | Australie          | Tudor Pro Cycling Team | 5        |
| 7e | Cian Uijtdebroeks | Belgique           | Visma-Lease a Bike     | 4        |
| 8e | Einer Rubio       | Colombie           | Movistar               | 3        |
| 9e | Juan Pedro López  | Espagne            | Lidl-Trek              | 2        |
| 10e | Jan Hirt          | République tchèque | Soudal Quick-Step      | 1        |
| modifier |                   |                    |                        |          |

### Points attribués pour le classement du meilleur grimpeur
| Oasi Zegna (km 122,7) 3e catégorie (5,5 km à 5,2%) | Oasi Zegna (km 122,7) 3e catégorie (5,5 km à 5,2%) | Oasi Zegna (km 122,7) 3e catégorie (5,5 km à 5,2%) | Oasi Zegna (km 122,7) 3e catégorie (5,5 km à 5,2%) | Oasi Zegna (km 122,7) 3e catégorie (5,5 km à 5,2%) |
| -------------------------------------------------- | -------------------------------------------------- | -------------------------------------------------- | -------------------------------------------------- | -------------------------------------------------- |
|                                                    | Coureur                                            | Pays                                               | Équipe                                             | Point(s)                                           |
| 1er                                                | Andrea Piccolo                                     | Italie                                             | EF Education-EasyPost                              | 9                                                  |
| 2e                                                 | Martin Marcellusi                                  | Italie                                             | VF Group-Bardiani CSF-Faizané                      | 4                                                  |
| 3e                                                 | Christian Scaroni                                  | Italie                                             | Astana Qazaqstan                                   | 2                                                  |
| 4e                                                 | Davide Bais                                        | Italie                                             | Polti Kometa                                       | 1                                                  |
| modifier                                           |                                                    |                                                    |                                                    |                                                    |

| Nelva (km 137,4) 3e catégorie (5 km à 5,5%) | Nelva (km 137,4) 3e catégorie (5 km à 5,5%) | Nelva (km 137,4) 3e catégorie (5 km à 5,5%) | Nelva (km 137,4) 3e catégorie (5 km à 5,5%) | Nelva (km 137,4) 3e catégorie (5 km à 5,5%) |
| ------------------------------------------- | ------------------------------------------- | ------------------------------------------- | ------------------------------------------- | ------------------------------------------- |
|                                             | Coureur                                     | Pays                                        | Équipe                                      | Point(s)                                    |
| 1er                                         | Andrea Piccolo                              | Italie                                      | EF Education-EasyPost                       | 9                                           |
| 2e                                          | Christian Scaroni                           | Italie                                      | Astana Qazaqstan                            | 4                                           |
| 3e                                          | Martin Marcellusi                           | Italie                                      | VF Group-Bardiani CSF-Faizané               | 2                                           |
| 4e                                          | Filippo Ganna                               | Italie                                      | Ineos Grenadiers                            | 1                                           |
| modifier                                    |                                             |                                             |                                             |                                             |

| \| Arrivée d'étape Santuario di Oropa (km 161) \| Arrivée d'étape Santuario di Oropa (km 161) \| Arrivée d'étape Santuario di Oropa (km 161) \| Arrivée d'étape Santuario di Oropa (km 161) \| Arrivée d'étape Santuario di Oropa (km 161) \| \| ------------------------------------------- \| ------------------------------------------- \| ------------------------------------------- \| ------------------------------------------- \| ------------------------------------------- \| \| \| Coureur \| Pays \| Équipe \| Point(s) \| \| 1er \| Tadej Pogačar \| Slovénie \| UAE Team Emirates \| 50 \| \| 2e \| Daniel Martínez \| Colombie \| Bora-Hansgrohe \| 24 \| \| 3e \| Geraint Thomas \| Grande-Bretagne \| Ineos Grenadiers \| 16 \| \| 4e \| Lorenzo Fortunato \| Italie \| Astana Qazaqstan \| 9 \| \| 5e \| Florian Lipowitz \| Allemagne \| Bora-Hansgrohe \| 6 \| \| 6e \| Michael Storer \| Australie \| Tudor Pro Cycling Team \| 4 \| \| 7e \| Cian Uijtdebroeks \| Belgique \| Visma-Lease a Bike \| 2 \| \| 8e \| Einer Rubio \| Colombie \| Movistar \| 1 \| \| modifier \| \| \| \| \| |                   |                 |                        |          |
| Arrivée d'étape Santuario di Oropa (km 161) |                   |                 |                        |          |
| | Coureur           | Pays            | Équipe                 | Point(s) |
| 1er | Tadej Pogačar     | Slovénie        | UAE Team Emirates      | 50       |
| 2e | Daniel Martínez   | Colombie        | Bora-Hansgrohe         | 24       |
| 3e | Geraint Thomas    | Grande-Bretagne | Ineos Grenadiers       | 16       |
| 4e | Lorenzo Fortunato | Italie          | Astana Qazaqstan       | 9        |
| 5e | Florian Lipowitz  | Allemagne       | Bora-Hansgrohe         | 6        |
| 6e | Michael Storer    | Australie       | Tudor Pro Cycling Team | 4        |
| 7e | Cian Uijtdebroeks | Belgique        | Visma-Lease a Bike     | 2        |
| 8e | Einer Rubio       | Colombie        | Movistar               | 1        |
| modifier |                   |                 |                        |          |

### Points attribués pour le classement des sprints intermédiaires
| Sprint intermédiaire Valdengo (km 93,9) | Sprint intermédiaire Valdengo (km 93,9) | Sprint intermédiaire Valdengo (km 93,9) | Sprint intermédiaire Valdengo (km 93,9) | Sprint intermédiaire Valdengo (km 93,9) |
| --------------------------------------- | --------------------------------------- | --------------------------------------- | --------------------------------------- | --------------------------------------- |
|                                         | Coureur                                 | Pays                                    | Équipe                                  | Point(s)                                |
| 1er                                     | Filippo Fiorelli                        | Italie                                  | VF Group-Bardiani CSF-Faizané           | 10                                      |
| 2e                                      | Davide Bais                             | Italie                                  | Polti Kometa                            | 6                                       |
| 3e                                      | Martin Marcellusi                       | Italie                                  | VF Group-Bardiani CSF-Faizané           | 3                                       |
| 4e                                      | Christian Scaroni                       | Italie                                  | Astana Qazaqstan                        | 2                                       |
| 5e                                      | Andrea Piccolo                          | Italie                                  | EF Education-EasyPost                   | 1                                       |
| modifier                                |                                         |                                         |                                         |                                         |

| Sprint intermédiaire Biella (km 150,1) | Sprint intermédiaire Biella (km 150,1) | Sprint intermédiaire Biella (km 150,1) | Sprint intermédiaire Biella (km 150,1) | Sprint intermédiaire Biella (km 150,1) |
| -------------------------------------- | -------------------------------------- | -------------------------------------- | -------------------------------------- | -------------------------------------- |
|                                        | Coureur                                | Pays                                   | Équipe                                 | Point(s)                               |
| 1er                                    | Andrea Piccolo                         | Italie                                 | EF Education-EasyPost                  | 10                                     |
| 2e                                     | Geraint Thomas                         | Grande-Bretagne                        | Ineos Grenadiers                       | 6                                      |
| 3e                                     | Filippo Ganna                          | Italie                                 | Ineos Grenadiers                       | 3                                      |
| 4e                                     | Ben Swift                              | Grande-Bretagne                        | Ineos Grenadiers                       | 2                                      |
| 5e                                     | Tobias Foss                            | Norvège                                | Ineos Grenadiers                       | 1                                      |
| modifier                               |                                        |                                        |                                        |                                        |

### Bonifications
|   | Coureur          | Pays   | Équipe                        | Secondes |
| - | ---------------- | ------ | ----------------------------- | -------- |
| 1 | Filippo Fiorelli | Italie | VF Group-Bardiani CSF-Faizané | 3 s      |
| 2 | Andrea Piccolo   | Italie | EF Education-EasyPost         | 2 s      |
| 3 | Davide Bais      | Italie | Polti Kometa                  | 1 s      |

|   | Coureur        | Pays            | Équipe                | Secondes |
| - | -------------- | --------------- | --------------------- | -------- |
| 1 | Andrea Piccolo | Italie          | EF Education-EasyPost | 3 s      |
| 2 | Geraint Thomas | Grande-Bretagne | Ineos Grenadiers      | 2 s      |
| 3 | Filippo Ganna  | Italie          | Ineos Grenadiers      | 1 s      |

| \| \| Coureur \| Pays \| Équipe \| Secondes \| \| - \| --------------- \| --------------- \| ----------------- \| -------- \| \| 1 \| Tadej Pogačar \| Slovénie \| UAE Team Emirates \| 10 s \| \| 2 \| Daniel Martínez \| Colombie \| Bora-Hansgrohe \| 6 s \| \| 3 \| Geraint Thomas \| Grande-Bretagne \| Ineos Grenadiers \| 4 s \| |                 |                 |                   |          |
| | Coureur         | Pays            | Équipe            | Secondes |
| 1 | Tadej Pogačar   | Slovénie        | UAE Team Emirates | 10 s     |
| 2 | Daniel Martínez | Colombie        | Bora-Hansgrohe    | 6 s      |
| 3 | Geraint Thomas  | Grande-Bretagne | Ineos Grenadiers  | 4 s      |

## Classements à l'issue de l'étape

### Classement général
| \| Classement général \| Classement général \| Classement général \| Classement général \| Classement général \| \| Coureur \| Coureur \| Pays \| Équipe \| Temps \| \| ------------------ \| ------------------ \| ------------------ \| -------------------------- \| ------------------ \| \| 1er \| Tadej Pogačar \| Slovénie \| UAE Team Emirates \| 7 h 08 min 29 s \| \| 2e \| Geraint Thomas \| Royaume-Uni \| Ineos Grenadiers \| + 45 s \| \| 3e \| Daniel Martínez \| Colombie \| Bora-Hansgrohe \| + 45 s \| \| 4e \| Cian Uijtdebroeks \| Belgique \| Team Visma \\| Lease a Bike \| + 54 s \| \| 5e \| Einer Rubio \| Colombie \| Movistar Team \| + 54 s \| \| 6e \| Lorenzo Fortunato \| Italie \| Astana Qazaqstan Team \| + 1 min 05 s \| \| 7e \| Juan Pedro López \| Espagne \| Lidl-Trek \| + 1 min 09 s \| \| 8e \| Jan Hirt \| Tchéquie \| Soudal Quick-Step \| + 1 min 11 s \| \| 9e \| Esteban Chaves \| Colombie \| EF Education-EasyPost \| + 1 min 24 s \| \| 10e \| Alexey Lutsenko \| Kazakhstan \| Astana Qazaqstan Team \| + 1 min 24 s \| |                   |             |                            |                 |
| |                   |             |                            |                 |
| Sources : ProCyclingStats Cycling Quotient |                   |             |                            |                 |
| Classement général |                   |             |                            |                 |
| Coureur | Coureur           | Pays        | Équipe                     | Temps           |
| 1er | Tadej Pogačar     | Slovénie    | UAE Team Emirates          | 7 h 08 min 29 s |
| 2e | Geraint Thomas    | Royaume-Uni | Ineos Grenadiers           | + 45 s          |
| 3e | Daniel Martínez   | Colombie    | Bora-Hansgrohe             | + 45 s          |
| 4e | Cian Uijtdebroeks | Belgique    | Team Visma \| Lease a Bike | + 54 s          |
| 5e | Einer Rubio       | Colombie    | Movistar Team              | + 54 s          |
| 6e | Lorenzo Fortunato | Italie      | Astana Qazaqstan Team      | + 1 min 05 s    |
| 7e | Juan Pedro López  | Espagne     | Lidl-Trek                  | + 1 min 09 s    |
| 8e | Jan Hirt          | Tchéquie    | Soudal Quick-Step          | + 1 min 11 s    |
| 9e | Esteban Chaves    | Colombie    | EF Education-EasyPost      | + 1 min 24 s    |
| 10e | Alexey Lutsenko   | Kazakhstan  | Astana Qazaqstan Team      | + 1 min 24 s    |

### Classement par points
| Classement par points | Classement par points   | Classement par points | Classement par points         | Classement par points |
| Coureur               | Coureur                 | Pays                  | Équipe                        | Points                |
| --------------------- | ----------------------- | --------------------- | ----------------------------- | --------------------- |
| 1er                   | Filippo Fiorelli        | Italie                | VF Group-Bardiani CSF-Faizanè | 42 pts                |
| 2e                    | Tadej Pogačar           | Slovénie              | UAE Team Emirates             | 27 pts                |
| 3e                    | Jhonatan Narváez        | Équateur              | Ineos Grenadiers              | 25 pts                |
| 4e                    | Lilian Calmejane        | France                | Intermarché-Wanty             | 20 pts                |
| 5e                    | Maximilian Schachmann   | Allemagne             | Bora-Hansgrohe                | 18 pts                |
| 6e                    | Davide Bais             | Italie                | Team Polti Kometa             | 14 pts                |
| 7e                    | Amanuel Ghebreigzabhier | Érythrée              | Lidl-Trek                     | 13 pts                |
| 8e                    | Daniel Martínez         | Colombie              | Bora-Hansgrohe                | 12 pts                |
| 9e                    | Andrea Piccolo          | Italie                | EF Education-EasyPost         | 12 pts                |
| 10e                   | Andrea Pietrobon        | Italie                | Team Polti Kometa             | 11 pts                |

### Classement de la montagne
| Classement de la montagne | Classement de la montagne | Classement de la montagne | Classement de la montagne     | Classement de la montagne |
| Coureur                   | Coureur                   | Pays                      | Équipe                        | Points                    |
| ------------------------- | ------------------------- | ------------------------- | ----------------------------- | ------------------------- |
| 1er                       | Tadej Pogačar             | Slovénie                  | UAE Team Emirates             | 51 pts                    |
| 2e                        | Daniel Martínez           | Colombie                  | Bora-Hansgrohe                | 26 pts                    |
| 3e                        | Lilian Calmejane          | France                    | Intermarché-Wanty             | 20 pts                    |
| 4e                        | Andrea Piccolo            | Italie                    | EF Education-EasyPost         | 18 pts                    |
| 5e                        | Geraint Thomas            | Royaume-Uni               | Ineos Grenadiers              | 16 pts                    |
| 6e                        | Amanuel Ghebreigzabhier   | Érythrée                  | Lidl-Trek                     | 10 pts                    |
| 7e                        | Lorenzo Fortunato         | Italie                    | Astana Qazaqstan Team         | 9 pts                     |
| 8e                        | Giulio Pellizzari         | Italie                    | VF Group-Bardiani CSF-Faizanè | 8 pts                     |
| 9e                        | Filippo Fiorelli          | Italie                    | VF Group-Bardiani CSF-Faizanè | 7 pts                     |
| 10e                       | Giovanni Aleotti          | Italie                    | Bora-Hansgrohe                | 6 pts                     |

### Classement du meilleur jeune
| Classement du meilleur jeune | Classement du meilleur jeune | Classement du meilleur jeune | Classement du meilleur jeune  | Classement du meilleur jeune |
| Coureur                      | Coureur                      | Pays                         | Équipe                        | Temps                        |
| ---------------------------- | ---------------------------- | ---------------------------- | ----------------------------- | ---------------------------- |
| 1er                          | Cian Uijtdebroeks            | Belgique                     | Team Visma \| Lease a Bike    | 7 h 09 min 23 s              |
| 2e                           | Alex Baudin                  | France                       | Decathlon-AG2R La Mondiale    | + 44 s                       |
| 3e                           | Mauri Vansevenant            | Belgique                     | Soudal Quick-Step             | + 48 s                       |
| 4e                           | Filippo Zana                 | Italie                       | Team Jayco AlUla              | + 1 min 11 s                 |
| 5e                           | Luke Plapp                   | Australie                    | Team Jayco AlUla              | + 1 min 37 s                 |
| 6e                           | Henok Mulubrhan              | Érythrée                     | Astana Qazaqstan Team         | + 1 min 47 s                 |
| 7e                           | Georg Steinhauser            | Allemagne                    | EF Education-EasyPost         | + 1 min 53 s                 |
| 8e                           | Antonio Tiberi               | Italie                       | Bahrain Victorious            | + 1 min 54 s                 |
| 9e                           | Giulio Pellizzari            | Italie                       | VF Group-Bardiani CSF-Faizanè | + 1 min 57 s                 |
| 10e                          | Davide Piganzoli             | Italie                       | Team Polti Kometa             | + 2 min 10 s                 |

### Classement par équipes
| Classement par équipes | Classement par équipes        | Classement par équipes | Classement par équipes |
| Équipe                 | Équipe                        | Pays                   | Temps                  |
| ---------------------- | ----------------------------- | ---------------------- | ---------------------- |
| 1re                    | Bora-Hansgrohe                | Allemagne              | 21 h 29 min 51 s       |
| 2e                     | Ineos Grenadiers              | Royaume-Uni            | + 32 s                 |
| 3e                     | Astana Qazaqstan Team         | Kazakhstan             | + 46 s                 |
| 4e                     | Decathlon-AG2R La Mondiale    | France                 | + 1 min 36 s           |
| 5e                     | VF Group-Bardiani CSF-Faizané | Italie                 | + 4 min 23 s           |
| 6e                     | EF Education-EasyPost         | États-Unis             | + 5 min 32 s           |
| 7e                     | Team Jayco AlUla              | Australie              | + 6 min 14 s           |
| 8e                     | Soudal Quick-Step             | Belgique               | + 6 min 17 s           |
| 9e                     | Team Visma \| Lease a Bike    | Pays-Bas               | + 6 min 35 s           |
| 10e                    | Movistar Team                 | Espagne                | + 11 min 02 s          |

## Abandons
- Robert Gesink (Visma-Lease a Bike) : non partant[1].